# Beggiatoa
Beggiatoa és un gènere de bacteris de l'ordre Thiotrichales. Porten el nom en honor del metge i botànic italià Francesco Secondo Beggiato. Aquests organismes viuen en ambients rics en sofre.

## Hàbitat
Beggiatoa pot habitar tant en aigües dolces com salades, normalment es troba en hàbitats amb concentracions elevades de sulfur d'hidrogen. Aquests ambients inclouen emanacions fredes del fons marí, fonts sulfuroses, aigües residuals, sediments de fang de llacs i prop de respiradors hidrotermals profunds. Així mateix també es poden trobar a la rizosfera de plantes d'aiguamolls.

## Morfologia
Les cèl·lules incolores són ovalades o cilíndriques i s'uneixen per formar filaments llargs amb un diàmetre de cèl·lules d'entre 12 a 160 micròmetres (segons les espècies). Un vacúol central s'utilitza per a l'acumulació de nitrat, presumiblement per a l'ús d'aquest com a acceptador d'electró en l'oxidació anaeròbica de sulfur.
Els filaments estan envoltats per bava i es poden moure lliscant.

## Metabolisme
Beggiatoa creix de forma quimioorganoheteròtrofa oxidant composts orgànics a diòxid de carboni en presència d'oxigen; tanmateix, altes concentracions d'oxigen poden ser un factor restrictiu. Els composts orgànics són també la font de carboni per a la seva biosíntesi. Algunes espècies poden oxidar sulfur d'hidrogen a sofre com a font suplementària d'energia (propietat litoheteròtrofa) i el sofre produït s'emmagatzema en grànuls intracel·lulars que es distingeixen molt bé en l'observació microscòpica.
Algunes espècies poden créixer de manera quimiolitoautòtrofa mitjançant l'oxidació de sulfur per a obtenir energia i amb diòxid de carboni com a font de carboni per a la biosíntesi. En aquest metabolisme el nitrat emmagatzemat és l'acceptador d'electrons i reduït a amoníac. En la rizosfera de plantes que creixen en zones inundades com ara l'arròs, tenen una funció destoxicant perquè n'eliminen el sulfur d'hidrogen. Tot i ser un ambient anòxic, l'oxigen de les plantes arriba a les arrels i s'hi forma un interfície òxica–anòxica on pot créixer Beggiatoa i també altres bacteris del sofre.

Oxidació de sulfur: 2H₂S + O₂ →; 2 S + 2H₂O
Les espècies autòtrofes marines de Beggiatoa poden oxidar sofre intracel·lular a sulfat.
Un mecanisme freqüent que es dona davant la manca d'oxigen és la reducció de sofre elemental.
El sofre es redueix a sulfur consumint el carboni emmagatzemat o per addició de gas d'hidrogen. Possiblement es tracti d'un mecanisme de supervivència davant de períodes sense oxigen.

## Ecologia

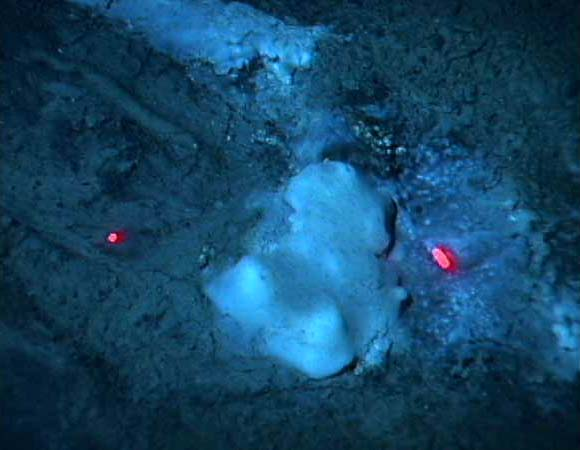
Tapís microbià format per Beggiatoa

Els filaments formen tapissos microbians densos sobre els sediments d'hàbitats en els quals el sulfur d'hidrogen és abundant, d'estuaris, filtracions, i respiradors hidrotermals marins profunds. De vegades formen una capa blanquinosa que es deu a la presència de sofre elemental acumulat dins de les cèl·lules. Atès que espècies de Beggiatoa són presents i proliferen en ambients marins que han estat subjectes a contaminació, es poden considerar com a espècie indicadora.
Beggiatoa i alguns altres bacteris filamentosos relacionats poden causar problemes en la formació de precipitats en depuradores d'aigües residuals, dipòsits de residus industrials, etc. És un fenomen conegut com a «reinflament de llots» (sludge bulking en anglès) i es produeix quan la proliferació de bacteris filamentosos fa augmentar el volum del fang, de manera que és menys dens i precipita més lentament. Aleshores les aigües residuals no queden tractades de la manera adequada i poden sortir de la planta depuradora amb matèria orgànica i contaminants.
Les beggiatoàcies són capaces de desintoxicar sulfur d'hidrogen a terra.

## Taxonomia
Beggiatoa és un parent proper de Thioploca.